# Gruni, Caraș-Severin
Gruni este un sat în comuna Cornereva din județul Caraș-Severin, Banat, România.